# Witbuikduif
De witbuikduif (Leptotila jamaicensis) is een vogel uit de familie Columbidae (duiven).

## Verspreiding en leefgebied
Deze soort komt voor in Jamaica, Kaaimaneilanden en Yucatán en telt vier ondersoorten:
- Leptotila jamaicensis collaris: Kaaimaneilanden.
- Leptotila jamaicensis gaumeri: noordelijk Yucatán, Isla Mujeres, Holbox en Cozumel (Mexico), eilanden nabij Honduras.
- Leptotila jamaicensis jamaicensis: Jamaica.
- Leptotila jamaicensis neoxena: San Andrés (nabij oostelijk Nicaragua).